# Andalusier (hønserace)
 Andalusier  er en sjælden hønserace, der stammer fra Spanien.
Hanen vejer 2,75-3 kg og hønen vejer 2-2,75 kg. De lægger hvide æg à 58-64 g. Der findes også en dværgform af racen.

## Farvevariationer
- Blå randtegnet